# Silvia Strukel
Silvia Strukel (ur. 12 kwietnia 1915 w Trieście, zm. 31 grudnia 1997 w Imperii) – włoska florecistka, wielokrotna medalistka mistrzostw świata.
Podczas mistrzostw świata w Lizbonie w 1947 roku wywalczyła srebrny medal w turnieju indywidualnym. Na podium rozdzieliła Austriaczkę Ellen Preis i Francuzkę Louisette Malherbaud. Na tej samej imprezie Włoszki w składzie: Cleo Balbo, Velleda Cesari, Elena Libera, Alberta Lorenzoni i Silvia Strukel zdobyły brąz w zawodach drużynowych. W rywalizacji drużynowej zdobywała następnie srebrny medal na mistrzostwach świata w Luksemburgu (1954) oraz brązowe na mistrzostwach świata w Kopenhadze (1952), mistrzostwach świata w Brukseli (1953) i mistrzostwach świata w Rzymie (1955).
Wystartowała również na igrzyskach olimpijskich w Helsinkach w 1952 roku, gdzie indywidualnie odpadła w półfinałach. Był to jej jedyny start olimpijski.